# Meshal Abdullah
Meshaal Abdullah (2 maggio 1984) è un calciatore qatariota, attaccante dell'Al-Wakrah e della Nazionale qatariota.

## Carriera

### Club
Ha sempre giocato nel campionato qatariota.
Abdullah ha iniziato la sua carriera professionistica nel 1999 con l'Al-Ahli Doha, squadra con cui ha militato fino al 2007, collezionando 139 presenze e 57 gol. Nel 2007, si è trasferito all'Al-Sailiya dove ha giocato per una stagione, registrando 19 presenze e 2 gol. Nel 2008 è tornato all'Al-Ahli Doha, dove ha continuato la sua carriera fino al 2010, concludendo con 17 presenze e 2 gol.
Nel 2010, Abdullah si è trasferito all'Al-Gharafa, dove ha giocato per una stagione, collezionando 13 presenze e 1 gol. Nel 2011, è passato al Qatar SC, dove ha giocato fino al 2013, totalizzando 19 presenze e 3 gol. Successivamente, ha di nuovo vestito la maglia dell'Al-Ahli Doha dal 2013 al 2019, collezionando 87 presenze e 59 gol.
Nel 2019, si è trasferito all'Al-Wakrah, dove gioca attualmente, ma ha totalizzato finora 1 presenza senza segnare gol.

### Nazionale
Ha esordito in Nazionale nel 2001, rappresentando la Nazionale di calcio del Qatar accumulando 37 presenze e segnando 6 gol.